# Desmoscolex minutus
Desmoscolex minutus är en rundmaskart som beskrevs av Claparede 1863. Desmoscolex minutus ingår i släktet Desmoscolex och familjen Desmoscolecidae. Arten är reproducerande i Sverige. Inga underarter finns listade i Catalogue of Life.